# CJ ENM
CJ ENM Co., Ltd. (씨제이이엔엠?, SsijeiienemLR, Cheil Jedang Entertainment aNd Merchandising) è una società di intrattenimento e vendita al dettaglio della Corea del Sud fondata nel 2018.
La società è stata fondata a seguito della fusione delle due filiali del gruppo CJ, CJ E&M e CJ O Shopping rispettivamente a luglio 2018.

## Storia
Le aree di attività dell'azienda risalgono al 1994. Dopo la morte di Lee Byung-chul, la divisione alimentare di Cheil Jedang doveva essere rimossa dal conglomerato Samsung. Cheil Jedang era già sotto la gestione della propria gestione, ma il processo di distacco è continuato fino al 1997. La nuova leadership ha già investito in nuove aree, compresi acquisti a domicilio, produzione cinematografica e cinema. Nel corso del tempo, sono emerse nuove filiali che sono state fuse e ristrutturate.

## Divisioni
- CJ ENM Commerce Division - divisione shopping domestica
- CJ ENM Entertainment Division - divisione intrattenimento e media
  - Divisione dei contenuti multimediali
    - Canali televisivi
      - Catch On
      - CH Dia
      - Chunghwa TV
      - English Gem
      - Mnet
      - OGN
      - O'live
      - OnStyle
      - OCN
        - OCN Movies
        - OCN Thrills

      - Tooniverse
      - tvN
        - tvN Asia (disponibile a Hong Kong, Taiwan, Indonesia, Malaysia, Myanmar, Filippine, Singapore e Maldive)
        - tvN Drama
        - tvN Show
        - tvN Sports
        - tvN Story

      - UXN

    - Streaming
      - Tving

    - Società di produzione drammatica
      - Studio Dragon

  - Divisione animazione
    - Studio Bazooka

  - Divisione cinematografica
    - CJ Entertainment

  - Etichetta discografica
    - Stone Music Entertainment

  - Categoria di eventi
    - Mnet Asian Music Awards
    - Kcon
    - Get it Beauty CON
    - Olive Market

  - Divisione musicale
  - Divisione soluzione media - marketing